# Aphelogaster
Aphelogaster is een kevergeslacht uit de familie van de boktorren (Cerambycidae). De wetenschappelijke naam van het geslacht werd voor het eerst geldig gepubliceerd in 1894 door Kolbe.

## Soorten
Aphelogaster omvat de volgende soorten:
- Aphelogaster apicalis Aurivillius, 1916
- Aphelogaster emini (Kolbe, 1894)
- Aphelogaster thomsoni Quentin & Villiers, 1970